# Eurychaeta nigrapex
Eurychaeta nigrapex är en tvåvingeart som först beskrevs av Villeneuve 1910.  Eurychaeta nigrapex ingår i släktet Eurychaeta och familjen spyflugor. Inga underarter finns listade i Catalogue of Life.